# Olympische Sommerspiele 2004/Leichtathletik – 100 m (Frauen)
Der 100-Meter-Lauf der Frauen bei den Olympischen Spielen 2004 in Athen wurde am 20. und 21. August 2004 im Olympiastadion Athen ausgetragen. 63 Athletinnen nahmen teil.
Olympiasiegerin wurde die Belarussin Julija Neszjarenka. Sie gewann vor der US-Amerikanerin Lauryn Williams und der Jamaikanerin Veronica Campbell-Brown.
Die Deutsche Sina Schielke schied in der Vorrunde aus.

Bettina Müller-Weissina und Karin Mayr-Krifka nahmen für Österreich teil. Beide scheiterten im Viertelfinale.

Athletinnen aus der Schweiz und Liechtenstein nahmen nicht teil.

## Aktuelle Titelträgerinnen
| Olympiasiegerin 2000                      | Nach Marion Jones’ Disqualifikation wurde keine Goldmedaille vergeben. | Nach Marion Jones’ Disqualifikation wurde keine Goldmedaille vergeben. | Sydney 2000        |
| Weltmeisterin 2003                        | Torri Edwards ( USA)                                                   | 10,93 s                                                                | Paris 2003         |
| Europameisterin 2002                      | Ekaterini Thanou ( Griechenland)                                       | 11,10 s                                                                | München 2002       |
| Panamerikanische Meisterin 2003           | Lauryn Williams ( USA)                                                 | 11,12 s                                                                | Santo Domingo 2003 |
| Zentralamerika und Karibik-Meisterin 2003 | Fana Ashby ( Trinidad und Tobago)                                      | 11,32 s                                                                | St. George’s 2003  |
| Südamerika-Meisterin 2003                 | Digna Luz Murillo ( Kolumbien)                                         | 11,35 s                                                                | Barquisimeto 2003  |
| Asienmeisterin 2003                       | Lyubov Perepelova ( Usbekistan)                                        | 11,43 s                                                                | Manila 2003        |
| Afrikameisterin 2004                      | Endurance Ojokolo ( Nigeria)                                           | 11,33 s                                                                | Brazzaville 2004   |
| Ozeanienmeisterin 2002                    | Makalesi Bulikiobo ( Fidschi)                                          | 12,22 s                                                                | Christchurch 2002  |

## Rekorde

### Bestehende Rekorde
| Weltrekord         | 10,49 s | Florence Griffith-Joyner ( USA) | Indianapolis, USA                | 16. Juli 1988      |
| Olympischer Rekord | 10,62 s | Florence Griffith-Joyner ( USA) | Viertelfinale OS Seoul, Südkorea | 24. September 1988 |

Der bestehende olympische Rekord wurde bei diesen Spielen nicht erreicht. Die schnellste Zeit erzielte die spätere Olympiasiegerin Julija Neszjarenka aus Belarus mit 10,92 s im ersten Halbfinale am 21. August bei einem Rückenwind von 0,1 m/s. Den olympischen Rekord verfehlte sie dabei um genau drei Zehntelsekunden. Zum Weltrekord fehlten ihr 43 Hundertstelsekunden.

### Rekordverbesserungen
Es wurden acht neue Landesrekorde aufgestellt:
- 10,94 s – Julija Neszjarenka (Belarus), zweiter Vorlauf am 20. August bei einem Rückenwind von 0,9 m/s
- 11,23 s – Ruqaya Al Ghasra (Bahrain), zweiter Vorlauf am 20. August bei einem Rückenwind von 0,9 m/s
- 13,92 s – Danah Al-Nasrallah (Kuwait), zweiter Vorlauf am 20. August bei einem Rückenwind von 0,9 m/s
- 12,09 s – Basma Al-Eshosh (Jordanien), fünfter Vorlauf am 20. August bei einem Gegenwind von 0,8 m/s
- 14,14 s – Robina Muqimyar (Afghanistan), sechster Vorlauf am 20. August bei einem Gegenwind von 0,3 m/s
- 11,14 s – Vida Anim (Ghana), siebter Vorlauf am 20. August bei Windstille
- 12,00 s – Mae Koime (Papua-Neuguinea), siebter Vorlauf am 20. August bei Windstille
- 10,92 s – Julija Neszjarenka (Belarus), erstes Halbfinale am 21. August bei einem Rückenwind von 0,1 m/s

## Doping
Die Ukrainerin Schanna Block, die bis ins Halbfinale kam und dort als Sechste des zweiten Rennens ausschied, wurde im Oktober 2011 wegen Verstoßes gegen die Antidopingbestimmungen nachträglich disqualifiziert.
Nachteilig betroffen waren drei Athletinnen, die sich jeweils über ihre Zeit für die jeweils nächste Runde qualifiziert hätten. In den Vorläufen wäre dabei die Sondersituation entstanden, dass zwei Athletinnen aufgrund ihrer Zeitgleichheit die Startberechtigung für die nächste Runde erlangt hätten, obgleich eigentlich nur ein weiterer Startplatz zur Verfügung gestanden hätte.
- Irina Chabarowa, Russland – Sie wäre im Halbfinale startberechtigt gewesen.
- Geraldine Pillay, Südafrika – Sie wäre im Viertelfinale startberechtigt gewesen.
- Agnė Eggerth, Litauen – Sie wäre im Viertelfinale startberechtigt gewesen.

Ungereimtheiten gab es darüber hinaus bei der Siegerin über 100 Meter Julija Neszjarenka aus Belarus. Sie wurde nach Angaben des polnischen Leichtathletikverbands zwei Jahre vor den Spielen des Dopingmissbrauchs mittels Clenbuterol überführt. Da das zuständige Labor jedoch keine Akkreditierung für die IAAF oder das IOC hatte, blieb dieses Resultat für immer ohne Folgen.

## Vorrunde
Insgesamt wurden acht Vorläufe absolviert. Für das Viertelfinale qualifizierten sich pro Lauf die ersten drei Athletinnen (hellblau unterlegt). Darüber hinaus kamen die acht Zeitschnellsten, die sogenannten Lucky Loser (hellgrün unterlegt), weiter.
Anmerkung: Alle Zeitangaben sind auf Ortszeit Athen (UTC+2) bezogen.

### Vorlauf 1
20. August 2004, 10:50 Uhr
Wind: +0,5 m/s
| Platz | Name                     | Nation     | Zeit (s) | Anmerkung                                     |
| ----- | ------------------------ | ---------- | -------- | --------------------------------------------- |
| 1     | Aleen Bailey             | Jamaika    | 11,20    |                                               |
| 2     | Véronique Mang           | Frankreich | 11,24    |                                               |
| 3     | Debbie Ferguson-McKenzie | Bahamas    | 11,30    |                                               |
| 4     | Mercy Nku                | Nigeria    | 11,37    |                                               |
| 5     | Liliana Allen            | Mexiko     | 11,42    |                                               |
| 6     | Geraldine Pillay         | Südafrika  | 11,44    | eigentlich für das Viertelfinale qualifiziert |
| 7     | Titlinda Sou             | Kambodscha | 13,47    |                                               |
| 8     | Katura Marae             | Vanuatu    | 13,49    |                                               |

### Vorlauf 2

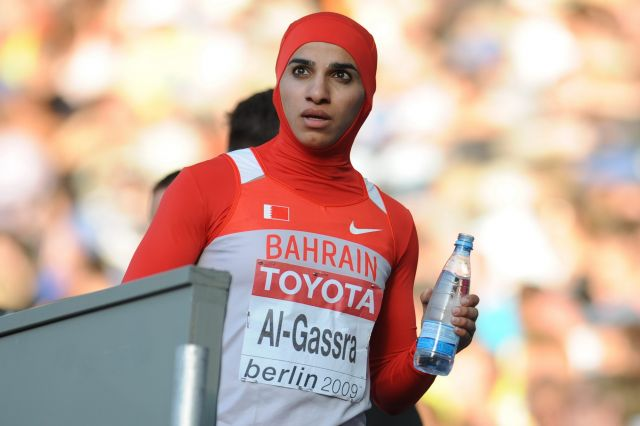
Als Fünfte des zweiten Vorlaufs lief Ruqaya Al Ghasra Landesrekord, erreichte jedoch nicht das Viertelfinale

20. August 2004, 10:57 Uhr
Wind: +0,9 m/s
| Platz | Name               | Nation                             | Zeit (s) | Anmerkung |
| ----- | ------------------ | ---------------------------------- | -------- | --------- |
| 1     | Julija Neszjarenka | Belarus                            | 10,94    | NR        |
| 2     | Merlene Ottey      | Slowenien                          | 11,14    |           |
| 3     | Larissa Kruglowa   | Russland                           | 11,23    |           |
| 4     | Goʻzal Xubbiyeva   | Usbekistan                         | 11,31    |           |
| 5     | Ruqaya Al Ghasra   | Bahrain                            | 11,49    | NR        |
| 6     | Winneth Dube       | Simbabwe                           | 11,56    |           |
| 7     | Evangeleen Ikelap  | Föderierte Staaten von Mikronesien | 13,50    |           |
| 8     | Danah Al-Nasrallah | Kuwait                             | 13,92    | NR        |

### Vorlauf 3
20. August 2004, 11:04 Uhr
Wind: −0,7 m/s
| Platz | Name                  | Nation              | Zeit (s) |
| ----- | --------------------- | ------------------- | -------- |
| 1     | Lauryn Williams       | USA                 | 11,16    |
| 2     | Irina Chabarowa       | Russland            | 11,32    |
| 3     | Fana Ashby            | Trinidad und Tobago | 11,43    |
| 4     | Amandine Allou Affoué | Elfenbeinküste      | 11,46    |
| 5     | Melisa Murillo        | Kolumbien           | 11,67    |
| 6     | Elena Bobrowskaja     | Kirgisistan         | 11,76    |
| 7     | Ngerak Florencio      | Palau               | 12,76    |
| 8     | Aminata Kamissoko     | Mauretanien         | 13,49    |

### Vorlauf 4

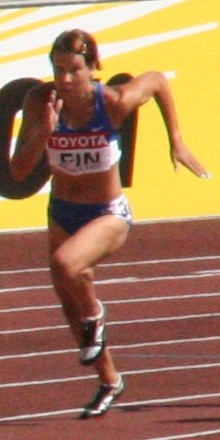
Johanna Manninen – ausgeschieden als Fünfte des vierten Vorlaufs
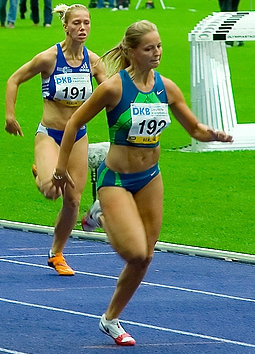
Sina Schielke (rechts) – ausgeschieden als Sechste des vierten Vorlaufs

20. August 2004, 11:11 Uhr
Wind: −0,1 m/s
| Platz | Name                    | Nation      | Zeit (s) |
| ----- | ----------------------- | ----------- | -------- |
| 1     | Julija Tabakowa         | Russland    | 11,22    |
| 2     | Sherone Simpson         | Jamaika     | 11,27    |
| 3     | Chandra Sturrup         | Bahamas     | 11,37    |
| 4     | Bettina Müller-Weissina | Österreich  | 11,39    |
| 5     | Johanna Manninen        | Finnland    | 11,45    |
| 6     | Sina Schielke           | Deutschland | 11,46    |
| 7     | Kaitinano Mwenweata     | Kiribati    | 13,07    |
| 8     | Philaylack Sackpraseuth | Laos        | 13,42    |

### Vorlauf 5
20. August 2004, 11:15 Uhr
Wind: −0,8 m/s

| Platz | Name                | Nation                         | Zeit (s) | Anmerkung |
| ----- | ------------------- | ------------------------------ | -------- | --------- |
| 1     | LaTasha Colander    | USA                            | 11,31    |           |
| 2     | Endurance Ojokolo   | Nigeria                        | 11,36    |           |
| 3     | Natasha Mayers      | St. Vincent und die Grenadinen | 11,45    |           |
| 4     | Tetjana Tkalitsch   | Ukraine                        | 11,58    |           |
| 5     | Basma Al-Eshosh     | Jordanien                      | 12,09    | NR        |
| 6     | Aleksandra Vojneska | Mazedonien                     | 12,15    |           |
| 7     | Li Xuemei           | Volksrepublik China            | 12,21    |           |
| 8     | Jenny Keni          | Salomonen                      | 12,76    |           |

### Vorlauf 6
20. August 2004, 11:25 Uhr
Wind: −0,3 m/s

| Platz | Name                    | Nation                       | Zeit (s) | Anmerkung                                     |
| ----- | ----------------------- | ---------------------------- | -------- | --------------------------------------------- |
| 1     | Veronica Campbell-Brown | Jamaika                      | 11,17    |                                               |
| 2     | Gail Devers             | USA                          | 11,29    |                                               |
| 3     | LaVerne Jones-Ferrette  | Amerikanische Jungferninseln | 11,38    |                                               |
| 4     | Agnė Eggerth            | Litauen                      | 11,44    | eigentlich für das Viertelfinale qualifiziert |
| 5     | Heather Samuel          | Antigua und Barbuda          | 12,05    |                                               |
| 6     | Robina Muqimyar         | Afghanistan                  | 14,14    | NR                                            |
| 7     | Fartun Abukar Omar      | Somalia                      | 14,29    |                                               |
| DOP   | Schanna Block           | Ukraine                      | 11,27    | für das Viertelfinale zugelassen              |

### Vorlauf 7
20. August 2004, 11:32 Uhr
Wind: ±0,0 m/s
| Platz | Name                | Nation          | Zeit (s) | Anmerkung |
| ----- | ------------------- | --------------- | -------- | --------- |
| 1     | Vida Anim           | Ghana           | 11,14    | NR        |
| 2     | Christine Arron     | Frankreich      | 11,14    |           |
| 3     | Kim Gevaert         | Belgien         | 11,18    |           |
| 4     | Karin Mayr-Krifka   | Österreich      | 11,40    |           |
| 5     | Rosemar Coelho Neto | Brasilien       | 11,43    |           |
| 6     | Mae Koime           | Papua-Neuguinea | 12,00    | NR        |
| 7     | Hawanatu Bangura    | Sierra Leone    | 12,11    |           |
| 8     | Alaa Hikmat         | Irak            | 12,70    |           |

### Vorlauf 8
20. August 2004, 11:39 Uhr
Wind: −0,3 m/s
| Platz | Name                | Nation              | Zeit (s) |
| ----- | ------------------- | ------------------- | -------- |
| 1     | Iwet Lalowa         | Bulgarien           | 11,16    |
| 2     | Abiodun Oyepitan    | Volksrepublik China | 11,23    |
| 3     | Lyubov Perepelova   | Usbekistan          | 11,30    |
| 4     | Delphine Atangana   | Kamerun             | 11,40    |
| 5     | Wiktorija Kowijrewa | Kasachstan          | 11,62    |
| 6     | Marine Ghasarjan    | Armenien            | 12,29    |
| 7     | Carol Mokola        | Sambia              | 12,35    |

## Viertelfinale
Für das Halbfinale qualifizierten sich pro Lauf die ersten drei Athletinnen (hellblau unterlegt). Darüber hinaus kamen die vier Zeitschnellsten, die sogenannten Lucky Loser (hellgrün unterlegt), weiter.

### Lauf 1
20. August 2004, 20:10 Uhr
Wind: +0,2 m/s
| Platz | Name                    | Nation                       | Zeit (s) | Anmerkung                                  |
| ----- | ----------------------- | ---------------------------- | -------- | ------------------------------------------ |
| 1     | Christine Arron         | Frankreich                   | 11,10    |                                            |
| 2     | Veronica Campbell-Brown | Jamaika                      | 11,18    |                                            |
| 3     | Abiodun Oyepitan        | Großbritannien               | 11,28    |                                            |
| 4     | Gail Devers             | USA                          | 11,31    |                                            |
| 5     | Irina Chabarowa         | Russland                     | 11,32    | eigentlich für das Halbfinale qualifiziert |
| 6     | LaVerne Jones-Ferrette  | Amerikanische Jungferninseln | 11,44    |                                            |
| 7     | Chandra Sturrup         | Bahamas                      | 11,46    |                                            |
| 8     | Delphine Atangana       | Kamerun                      | 11,60    |                                            |

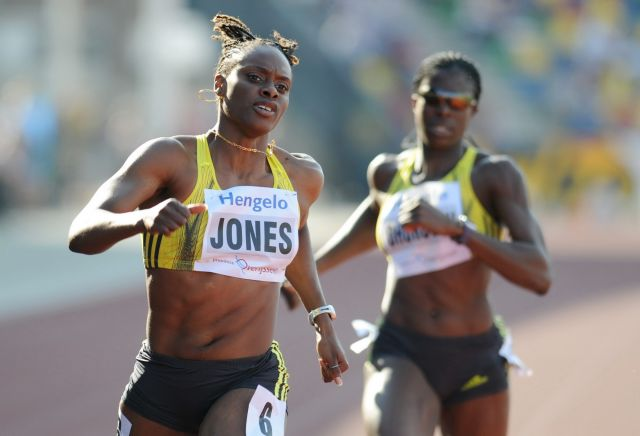
LaVerne Jones-Ferrette (links) – ausgeschieden als Sechste des zweiten Viertelfinals

Weitere im ersten Viertelfinale   ausgeschiedene Sprinterinnen:

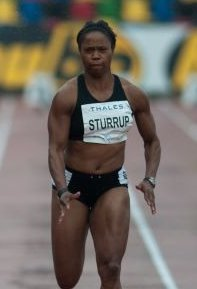
LaVerne Jones-Ferrette – Rang sieben
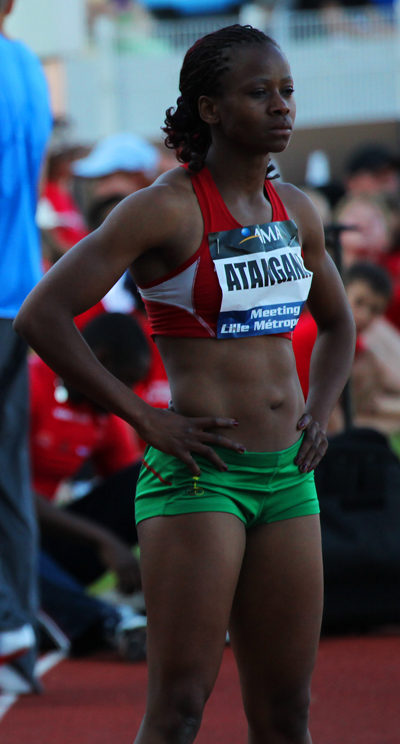
Delphine Atangana – Rang acht

### Lauf 2

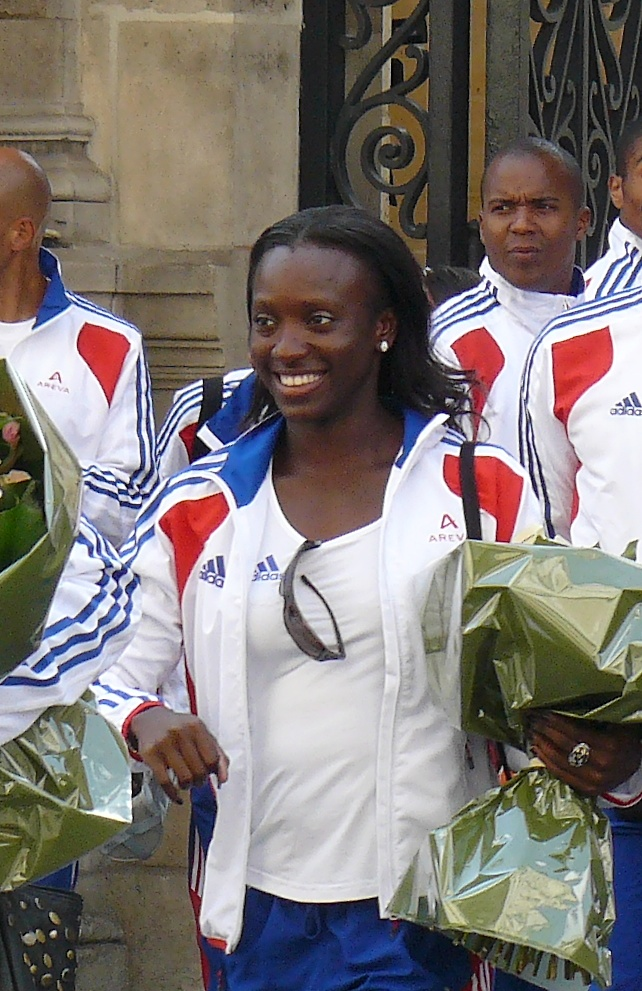
Véronique Mang – ausgeschieden als Fünfte des zweiten Viertelfinals

20. August 2004, 20:18 Uhr
Wind: ±0,0 m/s
| Platz | Name                     | Nation     | Zeit (s) | Anmerkung                     |
| ----- | ------------------------ | ---------- | -------- | ----------------------------- |
| 1     | Lauryn Williams          | USA        | 11,03    |                               |
| 2     | Iwet Lalowa              | Bulgarien  | 11,09    |                               |
| 3     | Debbie Ferguson-McKenzie | Bahamas    | 11,16    |                               |
| 4     | Lyubov Perepelova        | Usbekistan | 11,26    |                               |
| 5     | Véronique Mang           | Frankreich | 11,39    |                               |
| 6     | Bettina Müller-Weissina  | Österreich | 11,50    |                               |
| 7     | Karin Mayr-Krifka        | Österreich | 11,55    |                               |
| 5     | Schanna Block            | Ukraine    | 11,27    | für das Halbfinale zugelassen |

### Lauf 3

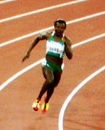
Mercy Nku – ausgeschieden als Fünfte des dritten Viertelfinals
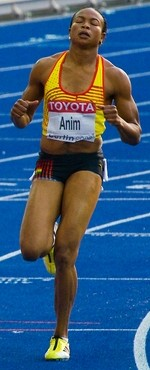
Vida Anim – im Vorlauf mit Landesrekord – kam in ihrem Viertelfinalrennen nicht ins Ziel

20. August 2004, 20:26 Uhr
Wind: −0,1 m/s
| Platz | Name             | Nation              | Zeit (s) |
| ----- | ---------------- | ------------------- | -------- |
| 1     | Sherone Simpson  | Jamaika             | 11,09    |
| 2     | Aleen Bailey     | Jamaika             | 11,12    |
| 3     | Merlene Ottey    | Slowenien           | 11,24    |
| 4     | Larissa Kruglowa | Russland            | 11,36    |
| 5     | Mercy Nku        | Nigeria             | 11,39    |
| 6     | Liliana Allen    | Mexiko              | 11,52    |
| 7     | Fana Ashby       | Trinidad und Tobago | 11,54    |
| DNF   | Vida Anim        | Ghana               |          |

### Lauf 4

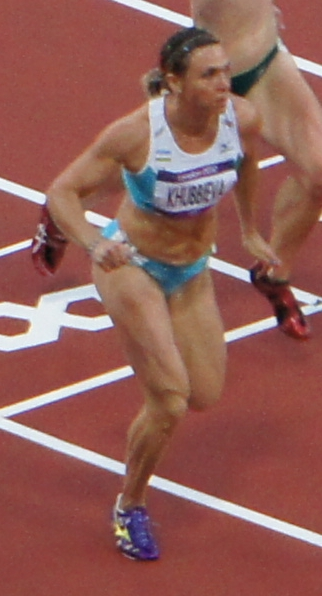
Goʻzal Xubbiyeva – ausgeschieden als Sechste des vierten Viertelfinals

20. August 2004, 20:34 Uhr
Wind: +0,3 m/s
| Platz | Name                | Nation                         | Zeit (s) |
| ----- | ------------------- | ------------------------------ | -------- |
| 1     | Julija Neszjarenka  | Belarus                        | 10,99    |
| 2     | Kim Gevaert         | Belgien                        | 11,13    |
| 3     | LaTasha Colander    | USA                            | 11,20    |
| 4     | Julija Tabakowa     | Russland                       | 11,25    |
| 5     | Endurance Ojokolo   | Nigeria                        | 11,35    |
| 6     | Goʻzal Xubbiyeva    | Usbekistan                     | 11,35    |
| 7     | Rosemar Coelho Neto | Brasilien                      | 11,45    |
| DNS   | Natasha Mayers      | St. Vincent und die Grenadinen |          |

## Halbfinale
Für das Finale qualifizierten sich in den beiden Läufen die jeweils ersten vier Läuferinnen (hellblau unterlegt).

### Lauf 1

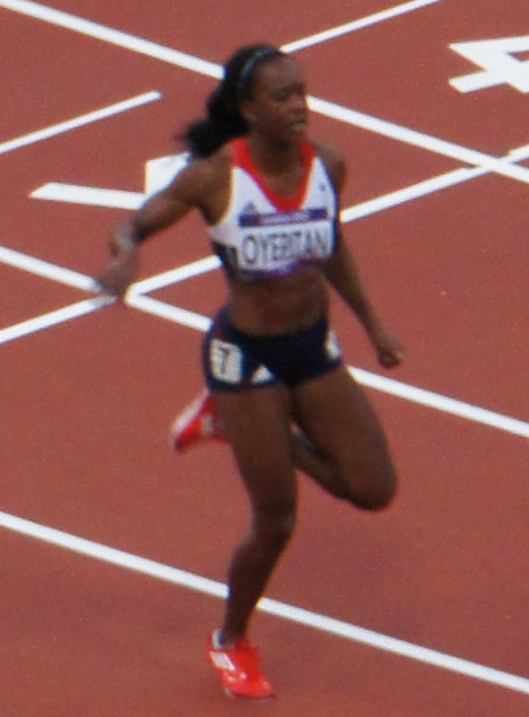
Abiodun Oyepitan – ausgeschieden als Fünfte des ersten Halbfinals
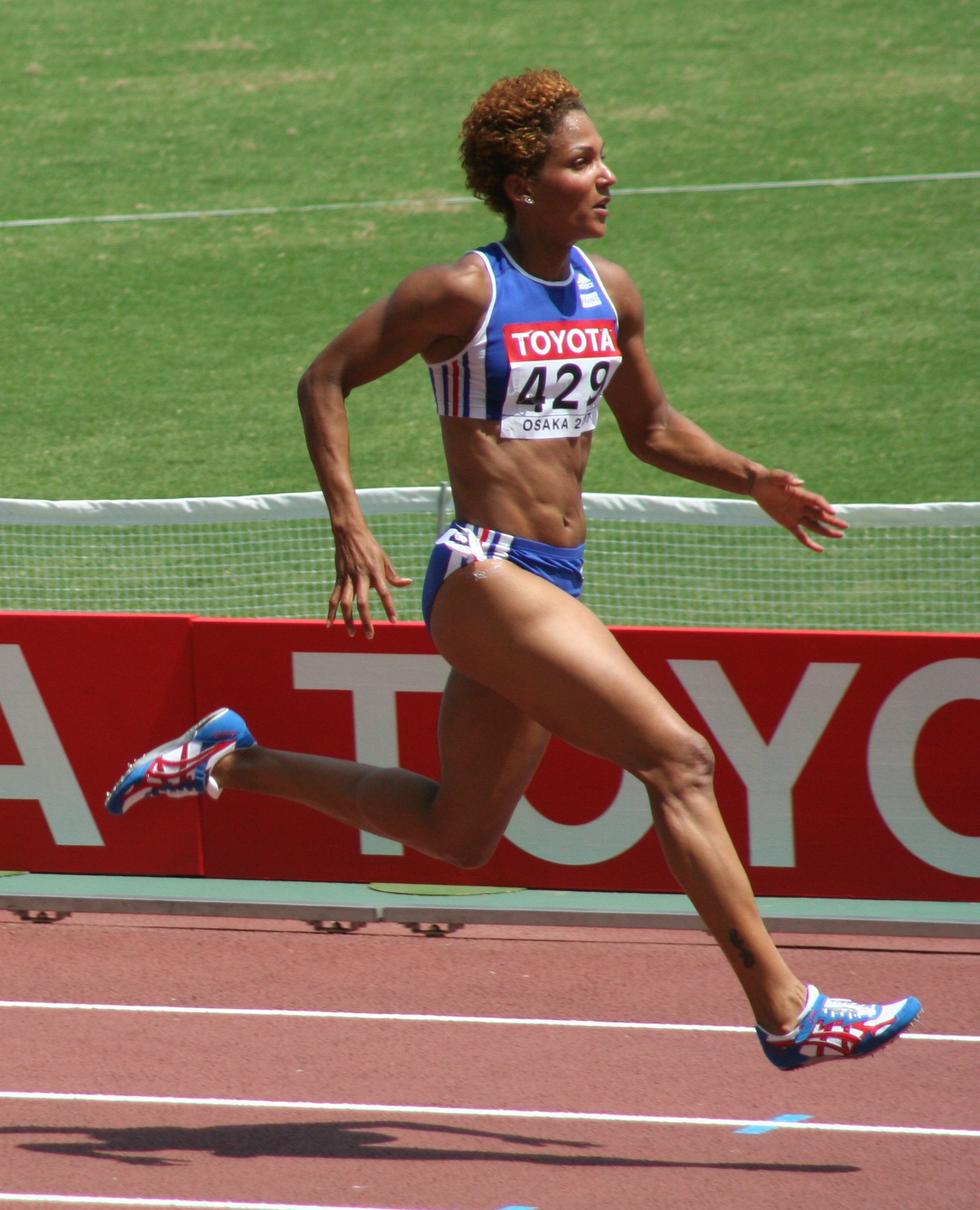
Christine Arron – ausgeschieden als Sechste des ersten Halbfinals
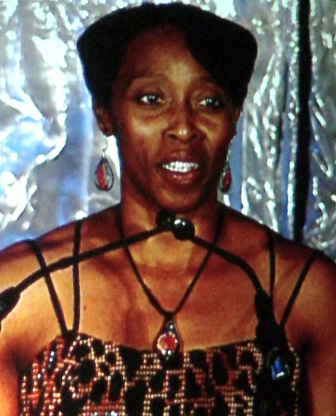
Gail Devers – ausgeschieden als Siebte des ersten Halbfinals

21. August 2004, 20:20 Uhr
Wind: +0,1 m/s
| Platz | Name                     | Nation         | Zeit (s) | Anmerkung |
| ----- | ------------------------ | -------------- | -------- | --------- |
| 1     | Julija Neszjarenka       | Belarus        | 10,92    | NR        |
| 2     | Veronica Campbell-Brown  | Jamaika        | 10,93    |           |
| 3     | Iwet Lalowa              | Bulgarien      | 11,04    |           |
| 4     | Debbie Ferguson-McKenzie | Bahamas        | 11,04    |           |
| 5     | Abiodun Oyepitan         | Großbritannien | 11,18    |           |
| 6     | Christine Arron          | Frankreich     | 11,21    |           |
| 7     | Gail Devers              | USA            | 11,22    |           |
| 8     | Julija Tabakowa          | Russland       | 11,25    |           |

### Lauf 2

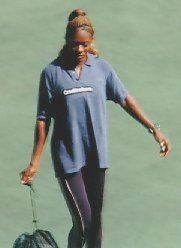
Merlene Ottey – ausgeschieden als Fünfte des zweiten Halbfinals
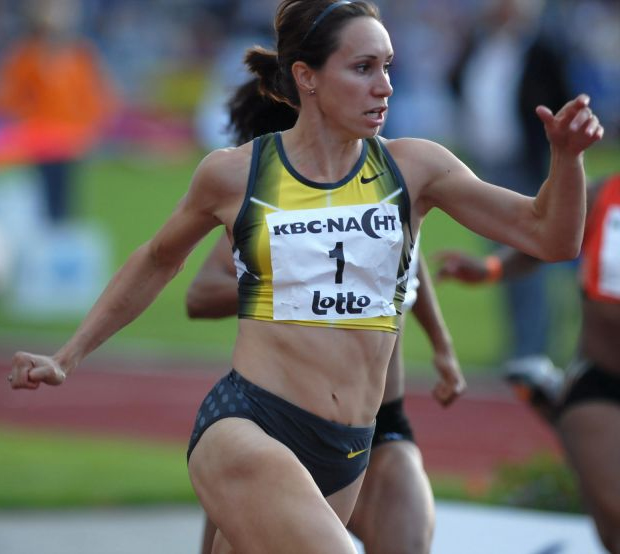
Kim Gevaert – ausgeschieden als Sechste des zweiten Halbfinals
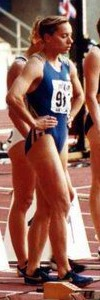
Schanna Block wurde nachträglich des Dopingvergehens überführt, ihre Resultate aus Athen wurden aberkannt

21. August 2004, 20:27 Uhr
Wind: −0,1 m/s
| Platz | Name              | Nation     | Zeit (s) |
| ----- | ----------------- | ---------- | -------- |
| 1     | Lauryn Williams   | USA        | 11,01    |
| 2     | Sherone Simpson   | Jamaika    | 11,03    |
| 3     | Aleen Bailey      | Jamaika    | 11,13    |
| 4     | LaTasha Colander  | USA        | 11,18    |
| 5     | Merlene Ottey     | Slowenien  | 11,21    |
| 6     | Kim Gevaert       | Belgien    | 11,40    |
| 7     | Lyubov Perepelova | Usbekistan | 11,40    |
| DOP   | Schanna Block     | Ukraine    | 11,23    |

## Finale
| Platz | Name                     | Nation    | Zeit (s) |
| ----- | ------------------------ | --------- | -------- |
| 1     | Julija Neszjarenka       | Belarus   | 10,93    |
| 2     | Lauryn Williams          | USA       | 10,96    |
| 3     | Veronica Campbell-Brown  | Jamaika   | 10,97    |
| 4     | Iwet Lalowa              | Bulgarien | 11,00    |
| 5     | Aleen Bailey             | Jamaika   | 11,05    |
| 6     | Sherone Simpson          | Jamaika   | 11,07    |
| 7     | Debbie Ferguson-McKenzie | Bahamas   | 11,16    |
| 8     | LaTasha Colander         | USA       | 11,18    |

21. August 2004, 22:55 Uhr
Wind: −0,1 m/s

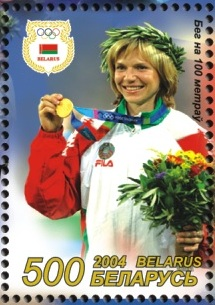
Olympiasiegerin Julija Neszjarenka

Für das Finale hatten sich alle drei Athletinnen aus Jamaika und zwei US-Amerikanerinnen qualifiziert. Komplettiert wurde das Finalfeld durch je eine Starterin von den Bahamas, aus Bulgarien und Weißrussland.
Eine Favoritin unter den Finalteilnehmerinnen auszumachen, war nicht ganz einfach. Die Griechin Ekaterini Thanou, Silbermedaillengewinnerin von Sydney, war zusammen mit ihrem Teamkameraden Konstantinos Kenteris von den Spielen ausgeschlossen worden. Beide hatten absichtlich einen Dopingtest am 12. Juli 2004 versäumt. Die jetzt für Slowenien startende Jamaikanerin Merlene Ottey, mit 44 Jahren die mit Abstand älteste Sprinterin, hatte sich bei ihrer siebten Teilnahme an Olympischen Spielen noch für das Halbfinale, jedoch nicht für den Endlauf qualifizieren können. Die Athletinnen, die wie die US-Amerikanerin Torri Edwards, Chandra Sturrup von den Bahamas, die 2011 nachträglich disqualifizierte Ukrainerin Schanna Block oder die Französin Christine Arron bei den letzten Weltmeisterschaften vorne gelegen hatten, waren hier in Athen entweder gar nicht dabei oder hatten nicht die Form, um wieder um die Medaillen mitzukämpfen.
Im Finale übernahm die US-Athletin Lauryn Williams nach dem Start die Führung. Es ging bis ins Ziel hinein äußerst eng zu. Williams lag knapp vor der Jamaikanerin Veronica Campbell-Brown und der Bulgarin Iwet Lalowa. Die weiteren Sprinterinnen hatten einen etwas größeren Rückstand. Doch auf der zweiten Streckenhälfte kam die Belarussin Julija Neszjarenka immer besser ins Rennen. Nach ca. achtzig Metern zog sie an allen vor ihr liegenden Athletinnen vorbei und wurde Olympiasiegerin. Ihr Vorsprung vor Lauryn Williams als Silbermedaillengewinnerin betrug drei Hundertstelsekunden. Nur eine weitere Hundertstelsekunde zurück erreichte die Veronica Campbell-Brown als Dritte das Ziel vor Iwet Lalowa. Der Bulgarin fehlten drei Hundertstelsekunden zur Bronzemedaille. Mit Aleen Bailey und Sherone Simpson folgten zwei Jamaikanerinnen auf den Rängen fünf und sechs.
Julija Neszjarenka war die erste Olympiasiegerin Weißrusslands im 100-Meter-Lauf der Frauen.

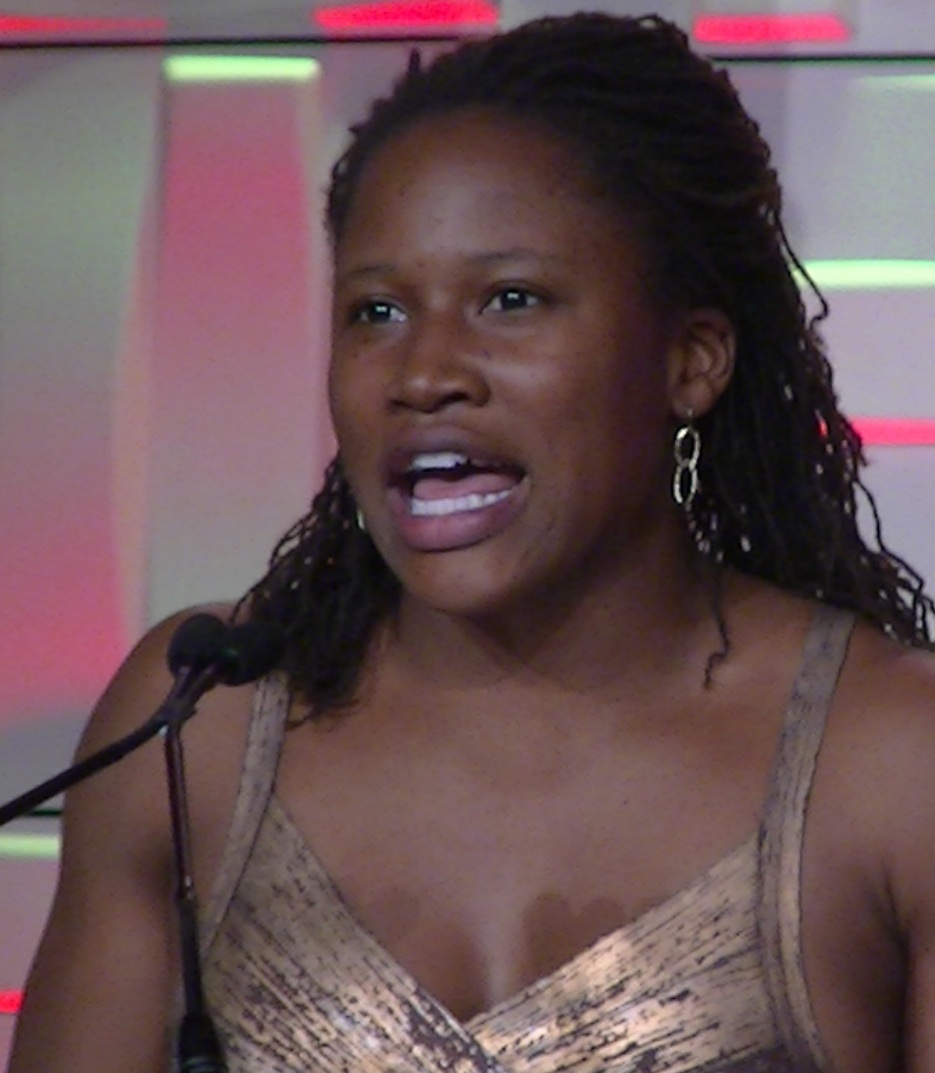
Silbermedaillengewinnerin Lauryn Williams
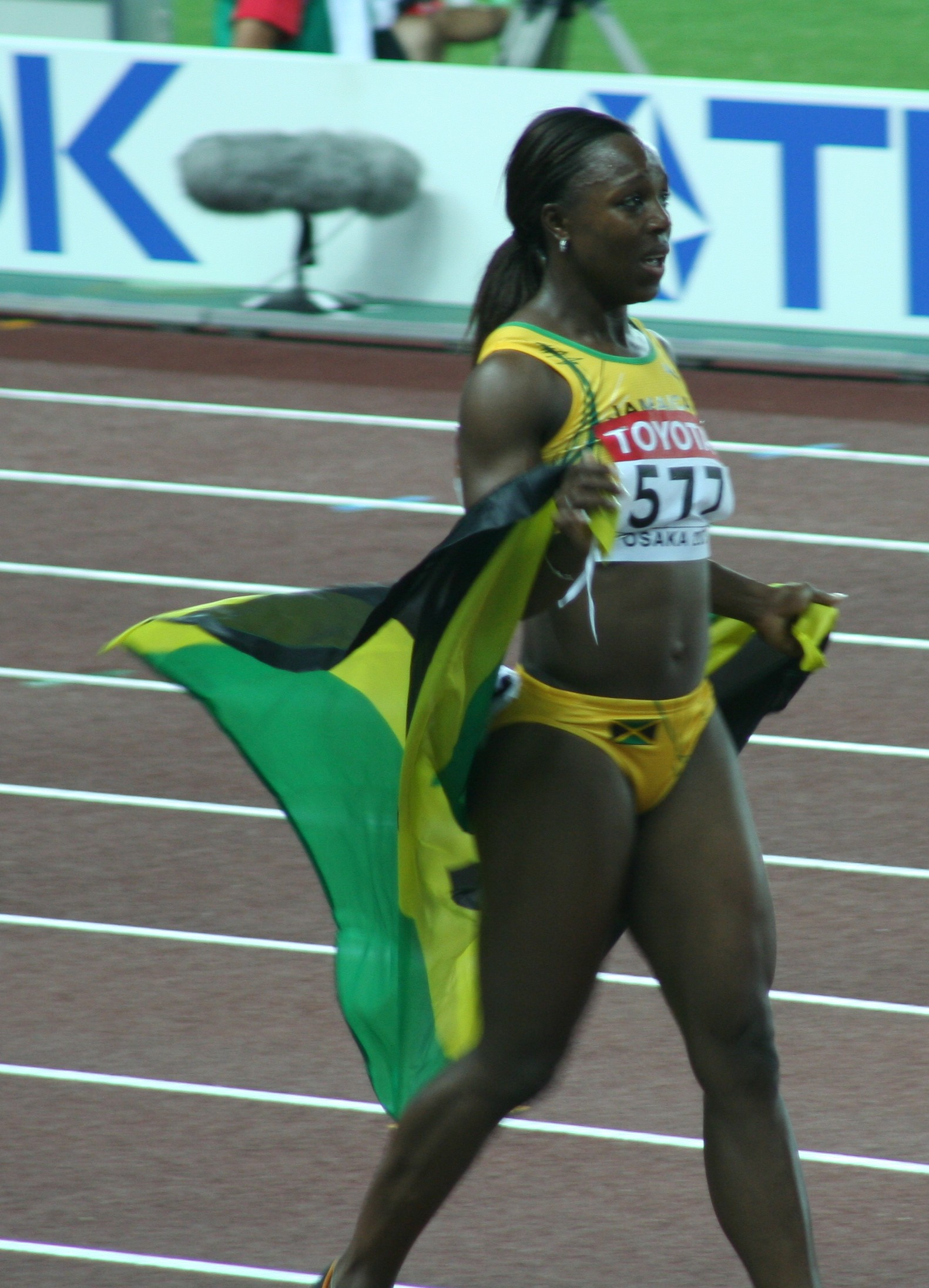
Bronzemedaillengewinnerin Veronica Campbell-Brown
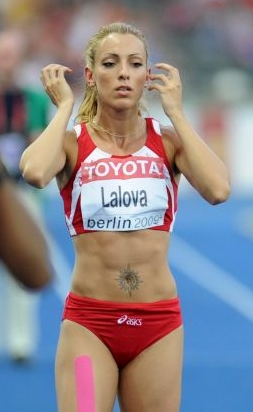
Iwet Lalowa kam auf den vierten Rang
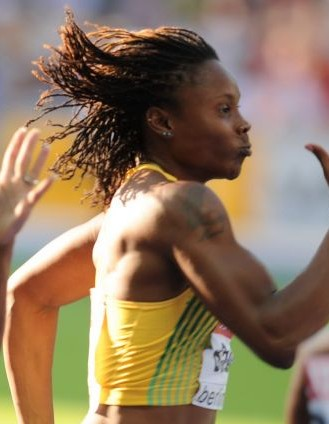
Aleen Bailey erreichte Platz fünf

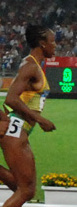
Sherone Simpson kam auf den sechsten Platz
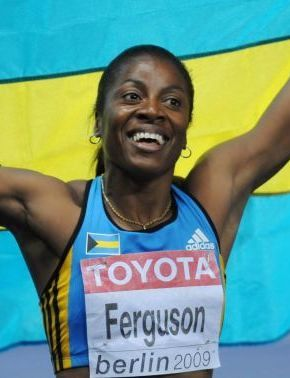
Debbie Ferguson-McKenzie wurde Olympiasiebte
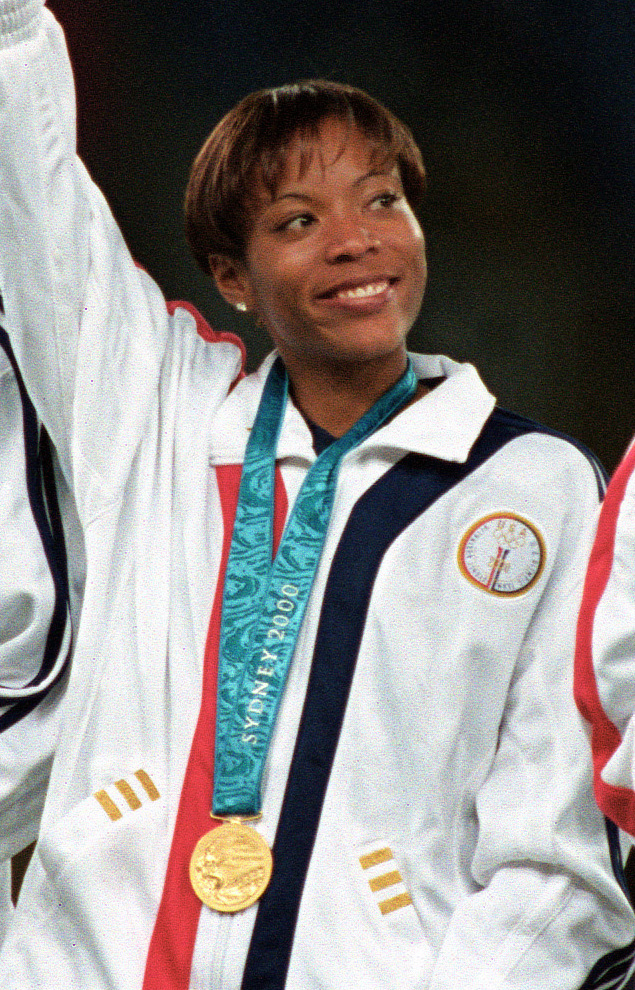
LaTasha Colander belegte im Finale Rang acht

## Video
- 2004 Olympics Women’s 100m, youtube.com, abgerufen am 23. Februar 2022